# Ihosy
Ihosy, grad na jugu središnje visoravni Madagaskara s 19 878 stanovnika, upravno središte Regije Ihorombe i Distrikta Ihosyja u Provinciji Fianarantsoi. Dobio je ime po istoimenoj rijeci, glavnoj pritoci rijeke Zomandao iz slijeva rijeke Mangoki.

## Povijest
Ihosy se počeo formirati kao grad od 1848. godine u doba vladavine kraljice Ranavalone I., kao vojno i upravno središte za nadzor tog prostora. Danas je poznat kao glavni grad malgaškog naroda Bara koji su većinsko stanovništvo grada. U doba francuske kolonijalne uprave od godine 1899. evangeliziran je veliki dio stanovnika, tako da je danas grad poznat po svojoj katedrali posvećenoj sv. Vinku Paulskom. Od 1967. godine grad je središte katoličke biskupije. Oko 10 km zapadno, u smjeru Toliara je velika spilja Andranomilitri (koja se 
još priprema za javne posjete).

## Geografska i klimatska obilježja
Ihosy leži na nadmorskoj visini od 800 m na visoravni Orombe, u kotlini istoimene rijeke s njene desne strane. Udaljen je 616 km od glavnog grada Antananariva i oko 189 km od provincijskog središta Fianarantsoe. Klima je vruća i suha tropska. Vlažna sezona (asara) traje od listopada do travnja, a suha (asotri) od svibnja do rujna kad prosječna dnevna temperatura može narasti na preko 30°C.

## Gospodarstvo i promet
Ihosy je važno cestovno čvorište Madagaskara, kraj njega se račvaju državne magistrale br. 7 (Toliara -Antananarivo), 27 (Ihosy-Farafangana) i 13 (Ihosy-Tolanaro). Tako je dobro povezan s ostalim gradovima. Posjeduje i malu zračnu luku (IATA: IHO ICAO: FMSI) iz koje postoje letovi za Fianarantsou i Toliaru.
Grad je trgovačko središte stočarskog kraja u kojem se najviše nomadski uzgajaju goveda zebu. Pored grada nalaze se nacionalni parkovi Isalo i Andringitra.

## Vanjske poveznice
- Localite Ihosy